# Parlement d'Australie-Méridionale
55e législature d'Australie-Méridionale
Parliament House
Le Parlement d'Australie-Méridionale (en anglais : Parliament of South Australia) est le pouvoir législatif bicaméral de l'État australien de l'Australie-Méridionale. Il est constitué du roi d'Australie, représenté par le gouverneur, du Conseil législatif, sa chambre haute et de l'Assemblée, sa chambre basse.
Comme l'Australie est une fédération de six États, le Parlement d'Australie-Méridionale partage ses pouvoirs avec le Parlement fédéral d'Australie. Il suit le protocole et les couleurs du système de Westminster.

## Lieu
Les deux chambres législatives du Parlement siègent au Parliament House sur North Terrace, à Adélaïde.

## Pouvoir législatif
Généralement, pour qu'un projet de loi (bill) devienne loi (Act), il doit être adopté par les deux Chambres et recevoir l'aval du gouverneur. Les projets de loi concernant les recettes pour les frais de fonctionnement du gouvernement peuvent être présentés au gouverneur sans l'accord de la Chambre haute. La Chambre haute compte 22 membres et est présidée par Terry Stephens (en). La Chambre basse compte 47 membres et est présidée (speaker) par Leon Bignell (en).

## Pouvoir exécutif
Le parti ou la coalition ayant le plus de sièges à l'Assemblée législative est invité par le gouverneur à former le gouvernement. Le chef du gouvernement est le Premier ministre (Premier).

## Séparation des pouvoirs
Comme les membres du gouvernement siègent au Parlement selon le système de Westminster, la séparation des pouvoirs en législatif, exécutif et judiciaire est différent du modèle américain.